# Butylbutyraat
Butylbutyraat of butylbutanoaat is een organische verbinding met als brutoformule C8H16O2. De verbinding is een ester van butaanzuur en 1-butanol. Het is een heldere, kleurloze vloeistof met een fruitige geur, die niet met water mengbaar is. De stof mengt goed met ethanol en di-ethylether.

## Synthese
Butylbutyraat wordt bereid door reactie van butaanzuur met 1-butanol, gekatalyseerd door zwavelzuur. Tijdens de reactie wordt water afgesplitst. Dit is een evenwichtsreactie: door toevoegen van een sterk zuur wordt het evenwicht verschoven naar de zijde van de ester.

## Toepassingen
Zoals bij veel vluchtige esters ervaren de meeste mensen de geur ervan als prettig. In de smaakstoffen-industrie wordt het gebruikt voor zoutig-fruitige smaken/geuren van bijvoorbeeld ananas.
Een groot aantal vruchten vormen een natuurlijke herkomst van de stof. Voorbeelden daarvan zijn: appel, banaan, bessen, peer, pruimen en aardbei.